# Нови-Искыр
Нови-Искыр (болг. Нови Искър) — город в Болгарии. Находится в Городской области Софии, входит в общину Столична. Население составляет 13 538 человек (2022).

## Политическая ситуация
Кмет (мэр) общины Столична — Йорданка Асенова Фандыкова (Граждане за европейское развитие Болгарии (ГЕРБ) по результатам выборов в правление общины.